# Leopold von Kalckreuth
Leopold Karl Walter von Kalckreuth (né le 15 mai 1855 à Düsseldorf, mort le 1er décembre 1928 à Hittfeld) est un peintre allemand.

## Biographie
Leopold von Kalckreuth est le fils du peintre Stanislaus von Kalckreuth (en) et son épouse Anna Cauer (de) (1829–1881). Il va à l'école de Keilhau de 1863 à 1866. Il étudie auprès de son père à l'école des beaux-arts de Weimar puis va à Munich en 1878, où il rencontre Franz von Lenbach. À partir de 1885, il travaille comme artiste et professeur d'art à Weimar.
En 1895, Leopold von Kalckreuth entra à l'académie des beaux-arts de Karlsruhe, mais s'oppose à Ferdinand Keller et quitte Karlsruhe en 1899, après avoir été incapable de s'affirmer avec le grand-duc Frédéric Ier de Bade. Il travaille aussi à Stuttgart et, à partir de 1906, près de Hambourg. Il est membre de l'association des artistes de Hambourg de 1832 (de). Avec la nomination par le roi Guillaume II de Wurtemberg, le comte Leopold von Kalckreuth et ses collègues de Karlsruhe, Robert Poetzelberger et Carlos Grethe (en), sont transférés à l'académie d'État des beaux-arts de Stuttgart (de), qui, sous la direction de Kalckreuth (1900-1905), devient universitaire. Von Kalckreuth veille à ce que les artistes de Stuttgart aient un forum leur permettant d'exposer. Après son arrivée à Stuttgart, lui et six autres artistes ont fondé la ligue des artistes de Stuttgart (de). En 1903, Kalckreuth est élu premier président de la Deutscher Künstlerbund (DKB) nouvellement fondée. En 1912, la quatrième exposition de la DKB à Chemnitz est complétée par une exposition spéciale en son honneur.

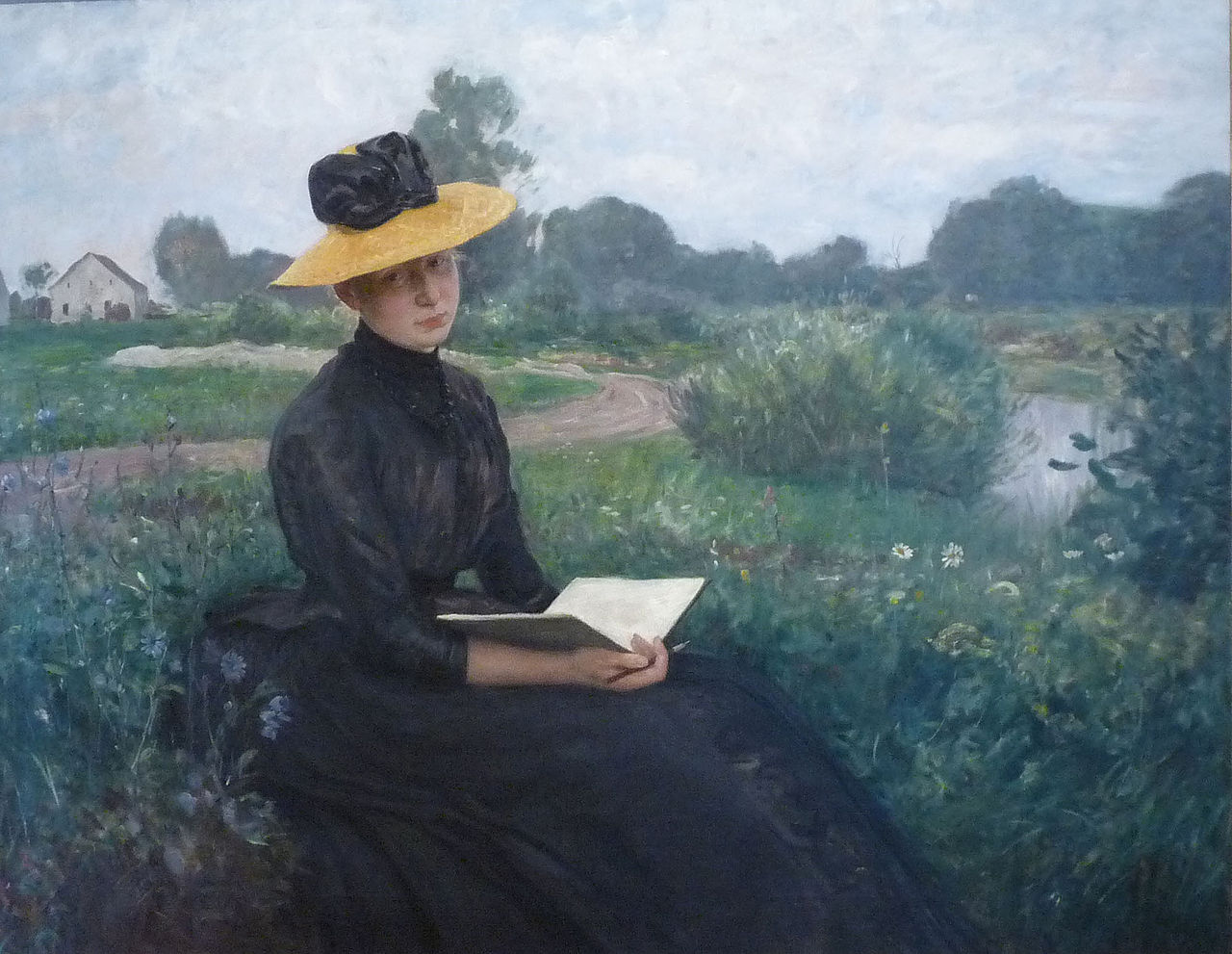
Portrait de Maria von Kalckreuth, 1888

En 1908, il est l'un des membres fondateurs de l'Union des artistes de Silésie à Breslau. En 1914, il est l'un des signataires du Manifeste des 93. En 1926, von Kalckreuth obtient la croix Pour le Mérite pour la science et l'art. En 1927, il reçoit l'Ordre bavarois de Maximilien pour la science et l'art.
Il fait partie de la sélection d'artistes contemporains que le "Comité pour l'acquisition et l'évaluation de la collection Stollwerck" suggère au producteur de chocolat de Cologne Ludwig Stollwerck (de) de leur commander des projets.
Leopold von Kalckreuth est l'époux de la comtesse Bertha Yorck von Wartenburg (née le 2 juillet 1864, morte le 25 février 1928) et le père du poète et traducteur Wolf von Kalckreuth (de) (1887-1906) et Johannes von Kalckreuth, qui écrit sa biographie. Sa fille Anna épouse le banquier et collectionneur d'art germano-néerlandais Franz Koenigs (en).

## Œuvre
- Les Glaneuses (1888), huile sur toile, 95 × 70 cm, Cologne, Musée Wallraf Richartz[1]